# Cashpoint-Arena
Das Stadion Schnabelholz, im Sprachgebrauch oft Schnabelholz oder seltener Schnabelholz-Stadion oder Sportanlage Schnabelholz, ist ein Fußballstadion in der österreichischen Gemeinde Altach, Vorarlberg. Sie ist die Heimspielstätte des Fußball-Bundesligisten SCR Altach und hat ein Fassungsvermögen von 8500 Zuschauern. 4400 Sitzplätze und 4100 Stehplätze sind seit Sommer 2019 komplett überdacht.

## Geschichte

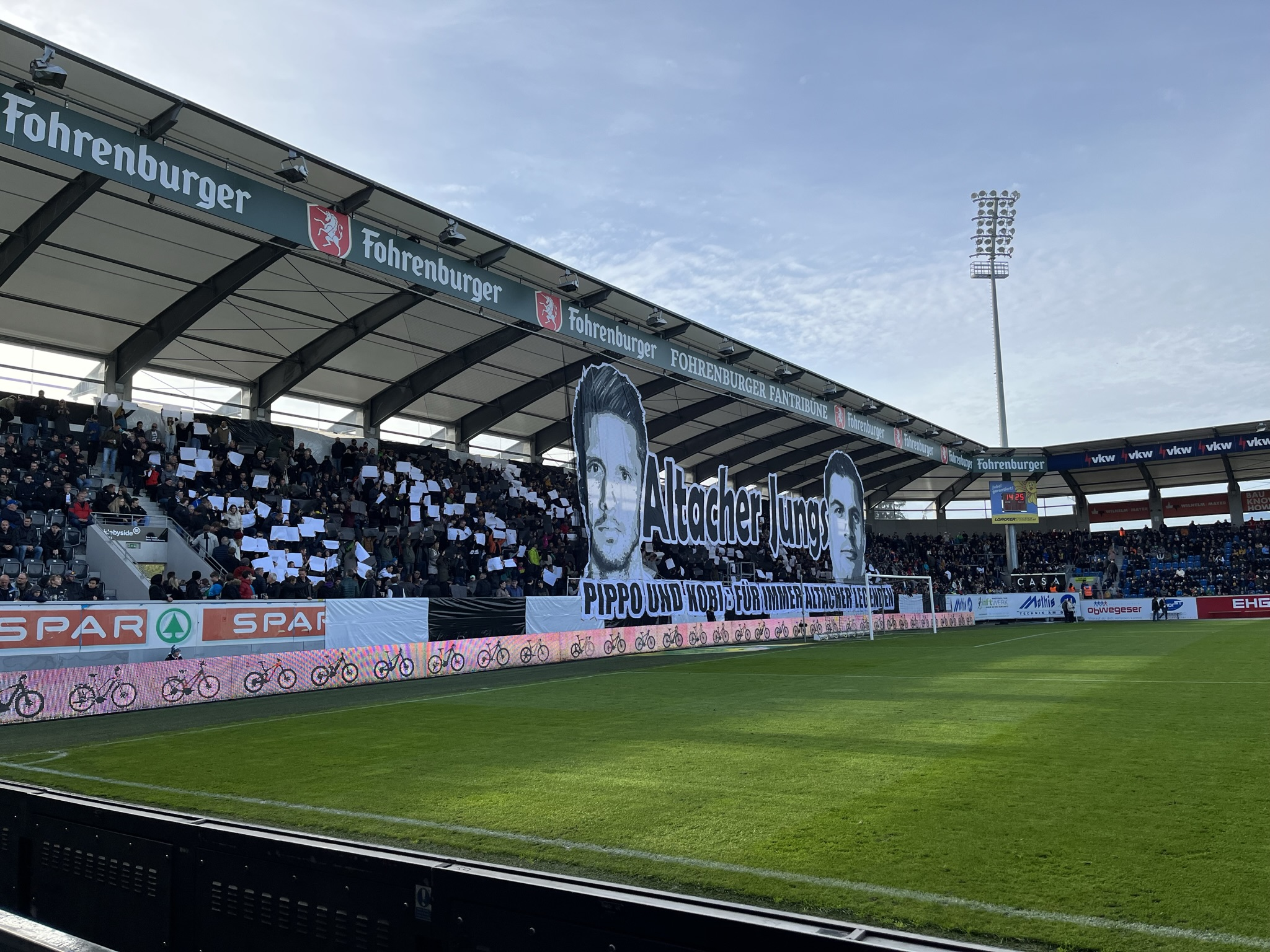
Auf der neuen Hintertortribüne sind die Altach-Fans zu Hause, wie hier mit einer Choreografie vor einem Spiel gegen Graz (2022)

Das Stadion wurde am 1. Juni 1990 unter dem Namen Schnabelholz offiziell eröffnet. 1998 wurde die Haupttribüne des Stadions komplett überdacht. Nach dem Wiederaufstieg in die Erste Liga 2004, die zweithöchste Spielklasse, wurde eine Flutlichtanlage aufgebaut, ein Jahr später ein VIP-Club errichtet. Nach dem Bundesligaaufstieg wurde am 28. Oktober 2006 gegen den SK Rapid Wien mit 8900 Besuchern ein bis heute gültiger Stadion-Rekord aufgestellt.
Da das Stadion nicht den Anforderung der Bundesliga entsprach, die 3000 überdachte Sitzplätze als zwingend ansieht, musste bis Anfang 2008 mit der Westtribüne eine zweite, größere Sitzplatztribüne mit knapp 2280 Plätzen errichtet werden. Zur Finanzierung des Projekts wurde das Schnabelholz bereits im Juni 2007 nach dem Hauptsponsor Cashpoint in Cashpoint-Arena umbenannt. Im Sommer 2015 wurde eine Rasenheizung eingebaut, die von der Bundesliga verpflichtend vorgeschrieben war. In der ersten Jahreshälfte 2018 wurde eine neue, überdachte Südtribüne gebaut. Diese bietet neben 1000 fixen Sitzplätzen auch 1500 Stehplätze, die für internationale Spiele in 850 weitere Sitzplätze umgewandelt werden können. 2019 folgte der Umbau der Nordtribüne, inklusive Gästesektor.
Seit Sommer 2024 befindet sich ein neues Multifunktionsgebäude mit knapp 3800 m2 Nutzfläche in Bau. Ab der Saison 2025/26 sollen dort der neue VIP-Club, die Spieltagskabinen, der Pressebereich, die Geschäftsstelle und ein Fanshop untergebracht werden. Von den Gesamtkosten in der Höhe von 15 Millionen Euro übernimmt der SCR Altach den Großteil von 12 Millionen Euro. Anschließend soll bis 2029 mit dem Neubau der Osttribüne das Stadion als Kategorie 4 des UEFA-Stadioninfrastruktur-Reglements klassifiziert sein.

## Verkehrsanbindung
Das Stadion liegt direkt an der Rheintal/Walgau Autobahn und wird von dieser durch die Abfahrt Altach-Götzis erschlossen. Von den Bahnhöfen Hohenems und Götzis fahren die Landbuslinien 181 und 186 und vom Bahnhof Götzis die Linie 305 des Ortsbus Am Kumma, direkt zum Stadion. Zudem fahren an einem Spieltag jeweils drei Shuttle-Busse von der Bahnhaltestelle Altach vor dem Spiel zum Stadion. Nach Spielende fahren zwei weitere Sonderbusse zurück zur Bahnhaltestelle.